# Copa Mundial de Fútbol de 1966

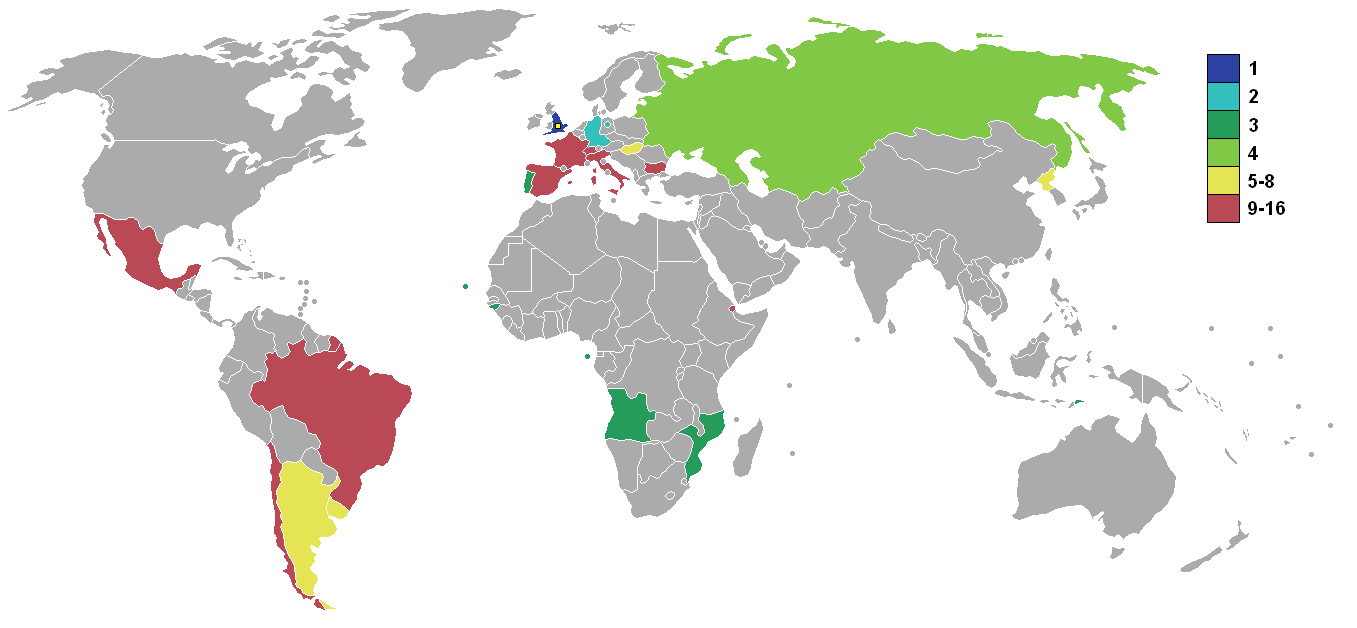
Mapa según los resultados de 1966

La Copa Mundial de la FIFA Inglaterra 1966 fue la octava edición de la Copa Mundial de Fútbol. Se realizó en Inglaterra, país donde nació el fútbol en 1863, entre el 11 y el 30 de julio de 1966. Participaron en la ronda final dieciséis selecciones, divididas en cuatro grupos de cuatro equipos; los dos primeros de cada grupo avanzaron a la ronda de cuartos de final, a partir de la cual se dieron duelos de eliminación directa.
Disputaron la final Inglaterra y Alemania Federal en el estadio Wembley. Tras empatar a dos goles en el tiempo reglamentario, se disputó una prórroga en la que Geoff Hurst anotó uno de los goles más polémicos de la historia de este deporte, que no entró en la portería. Finalmente, un cuarto gol le dio a Inglaterra su primera Copa Mundial, de las manos de la reina Isabel II.
El goleador del torneo fue el jugador portugués Eusébio, con nueve goles. Por otro lado, por primera vez en la historia de la Copa Mundial se presentó una mascota oficial, el león Willie. El balón oficial fue Challenge 4-Star, fabricado por la compañía Slazenger.

## Antecedentes

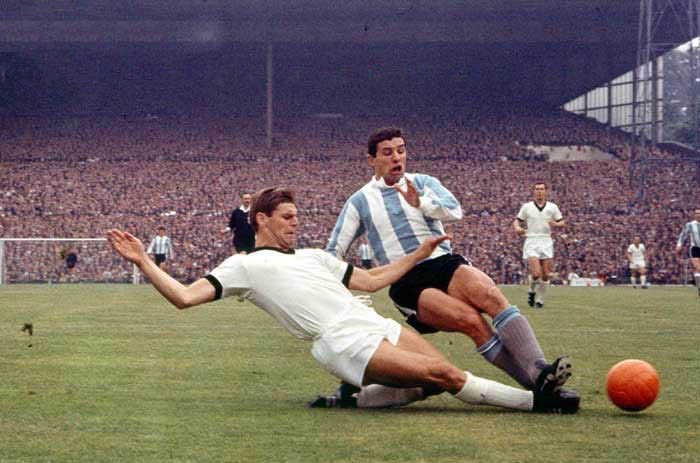
Wolfgang Weber (izq.) y Luis Artime en el partido vs..

Inglaterra, Alemania Federal y España presentaron candidaturas en 1960 para organizar el octavo torneo mundialista. Sin embargo, el país ibérico retiró su candidatura días antes de la elección, realizada el 22 de agosto de 1960 en Roma (Italia). Allí, el país de origen de este deporte derrotó a Alemania por 34 votos contra 27, principalmente debido a la activa participación del presidente de la FIFA, el inglés Stanley Rous, y como forma de celebrar el centenario de la fundación de la Federación Inglesa de Fútbol.
En el proceso clasificatorio participaron 71 selecciones. Estaban disponibles 16 cupos, que se repartieron de esta forma: 10 cupos para Europa (anfitrión más 9 clasificados), 4 para Sudamérica (campeón más 3 clasificados) y uno para Norteamérica. Debían disputar el cupo restante, según las reglas impuestas por la FIFA, los equipos de África, Asia y Oceanía. Esto provocó la protesta de los participantes africanos, que argumentaron tener derecho a un cupo propio. Debido a la negativa de la FIFA a reconsiderar la medida, los 15 equipos africanos se retiraron, así como Siria y Corea del Sur en solidaridad con las selecciones africanas.
Por otro lado, las selecciones del Congo y de Filipinas no participaron por errores en su inscripción. Guatemala no participó por problemas territoriales con Belice. Sudáfrica también fue excluida como forma de rechazo a su política de apartheid. Corea del Norte derrotó a Australia en busca del único cupo por Asia y Oceanía; la falta de relaciones diplomáticas entre el país organizador y la república norcoreana casi provocó la ausencia de este último país debido a la falta de autorización de los visados. 
Finalmente, los 14 equipos clasificados más Inglaterra y Brasil, campeón defensor, fueron repartidos en los cuatro grupos en un sorteo realizado en el "Royal Garden Hotel Kingston" de Londres. Su formato consistió en repartir a las 16 selecciones en cuatro bloques, de los cuales salió un equipo para cada grupo. Los cuatro bloques fueron «Sudamérica», «Europa Mediterránea», «Resto de Europa» y finalmente las selecciones consideradas «modestas» (México, Bulgaria, Corea del Norte y Suiza).
Durante el mes de marzo de 1966, la realización del evento se puso en jaque tras el robo de la Copa Jules Rimet, que se exhibía al público en una iglesia de Westminster. El trofeo estuvo perdido durante ocho días, tras los cuales un perro de nombre Pickless la encontró en el jardín de una casa. El ladrón fue finalmente condenado a dos años de prisión y Pickless logró gran popularidad y fue exhibido durante el día de la inauguración del campeonato, que se transmitió por primera vez en televisión a todo el mundo vía satélite.

## Equipos participantes

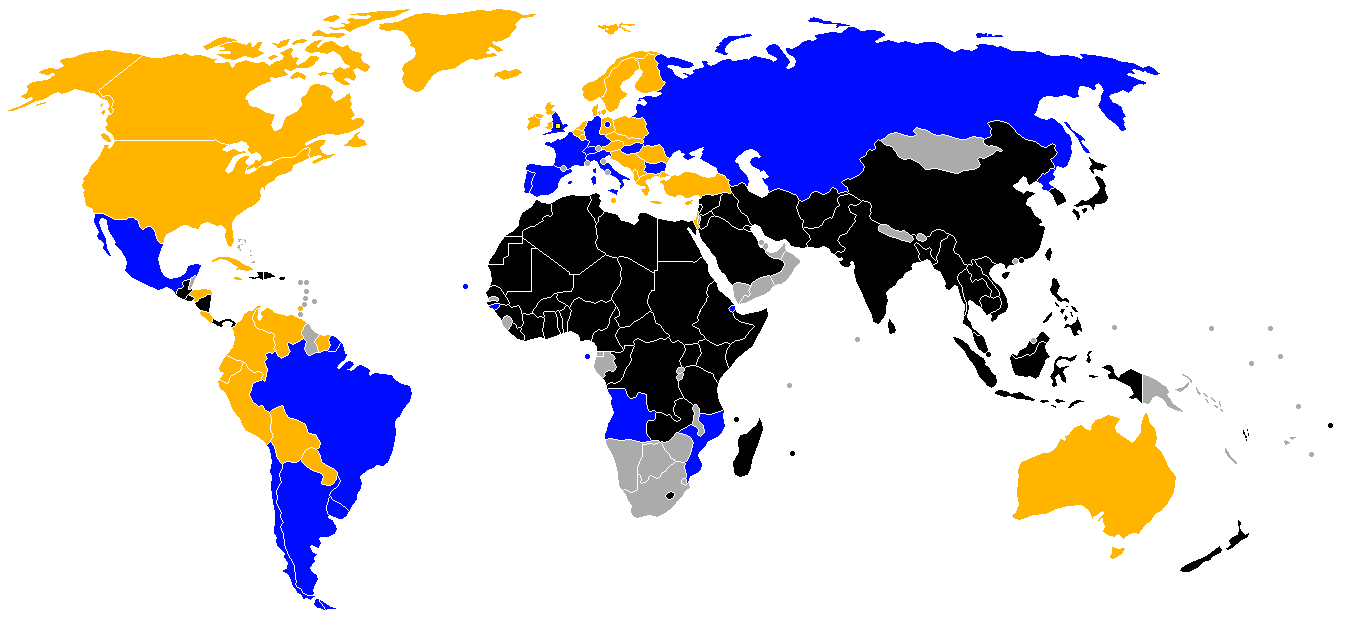
Equipos clasificados para la Copa del Mundo
Equipos no clasificados para la Copa del Mundo
Equipos expulsados del torneo por la FIFA antes de jugar un partido
Países que no son miembros de la FIFA

En cursiva, los debutantes en la Copa Mundial de Fútbol. El proceso clasificatorio está disponible en Clasificación para la Copa Mundial de Fútbol de 1966.
| Equipos participantes | Equipos participantes | Equipos participantes | Equipos participantes |
| --------------------- | --------------------- | --------------------- | --------------------- |
| Alemania Federal      | Chile                 | Hungría               | Portugal              |
| Argentina             | Corea del Norte       | Inglaterra            | Suiza                 |
| Brasil                | España                | Italia                | Unión Soviética       |
| Bulgaria              | Francia               | México                | Uruguay               |

### Sorteo
| Bombo 1: Sudamérica                               | Bombo 2: Europa                                                 | Bombo 3: Europa Latina         | Bombo 4: Resto del Mundo              |
| ------------------------------------------------- | --------------------------------------------------------------- | ------------------------------ | ------------------------------------- |
| Brasil (Campeón defensor) Argentina Chile Uruguay | Inglaterra (Anfitrión) Alemania Federal Hungría Unión Soviética | España Francia Italia Portugal | Bulgaria Corea del Norte México Suiza |

## Árbitros
| - Istvan Zsolt - Menachem Ashkenazi - Karol Galba - Concetto Lo Bello - Bertil Loeoew - Arturo Yamasaki - Hugh Phillips - Dimitar Roumentchev - Tofik Bakhramov | - Konstantin Zecevic - Joaquim Fernandes Campos - Armando Marques - Kurt Tschenscher - Rudolf Kreitlein - Leo Callaghan - Ken Dagnall - James Finney | - George McCabe - José María Codesal - Roberto Goicoechea - Juan Gardeazabal - Gottfried Dienst - Aly Hussein Kandil - Pierre Schwinte - John Adair |

## Sedes
| Birmingham                                                                                       | Liverpool                                                                                        | Londres                                               | Londres                                               |
| ------------------------------------------------------------------------------------------------ | ------------------------------------------------------------------------------------------------ | ----------------------------------------------------- | ----------------------------------------------------- |
| Villa Park                                                                                       | Goodison Park                                                                                    | Wembley                                               | White City                                            |
| Capacidad: 52 000                                                                                | Capacidad: 50 151                                                                                | Capacidad: 98 600                                     | Capacidad: 76 567                                     |
|                                                                                                  |                                                                                                  |                                                       |                                                       |
| Sedes en Inglaterra · Birmingham Liverpool Londres Mánchester Middlesbrough Sheffield Sunderland | Sedes en Inglaterra · Birmingham Liverpool Londres Mánchester Middlesbrough Sheffield Sunderland | Sedes en Londres · Wembley Stadium White City Stadium | Sedes en Londres · Wembley Stadium White City Stadium |
| Mánchester                                                                                       | Middlesbrough                                                                                    | Sheffield                                             | Sunderland                                            |
| Old Trafford                                                                                     | Ayresome Park                                                                                    | Hillsborough                                          | Roker Park                                            |
| Capacidad: 58 000                                                                                | Capacidad: 40 000                                                                                | Capacidad: 42 730                                     | Capacidad: 40 310                                     |
|                                                                                                  |                                                                                                  |                                                       |                                                       |

## Primera ronda

### Grupo 1
| Selección  | Pts. | PJ | PG | PE | PP | GF | GC | Dif. |
| ---------- | ---- | -- | -- | -- | -- | -- | -- | ---- |
| Inglaterra | 5    | 3  | 2  | 1  | 0  | 4  | 0  | +4   |
| Uruguay    | 4    | 3  | 1  | 2  | 0  | 2  | 1  | +1   |
| México     | 2    | 3  | 0  | 2  | 1  | 1  | 3  | –2   |
| Francia    | 1    | 3  | 0  | 1  | 2  | 2  | 5  | –3   |

| 11 de julio de 1966, 19:30 | Inglaterra | 0:0     | Uruguay | Estadio de Wembley, Londres                                        |                                                                    |
|                            |            | Reporte |         | Asistencia: 87.148 espectadores Árbitro(s): Istvan Zsolt (Hungría) | Asistencia: 87.148 espectadores Árbitro(s): Istvan Zsolt (Hungría) |

| 13 de julio de 1966, 19:30            | Francia     | 1:1 (0:0) | México    | Estadio de Wembley, Londres                                             |                                                                         |
|                                       | Hausser 62' | Reporte   | Borja 48' | Asistencia: 69.237 espectadores Árbitro(s): Menachem Ashkenazi (Israel) | Asistencia: 69.237 espectadores Árbitro(s): Menachem Ashkenazi (Israel) |
| Primer empate de Francia en Mundiales |             |           |           |                                                                         |                                                                         |

| 15 de julio de 1966, 19:30 | Uruguay                | 2:1 (2:1) | Francia                 | Estadio de White City, Londres                                           |                                                                          |
|                            | Rocha 26' · Cortés 31' | Reporte   | De Bourgoing 15' (pen.) | Asistencia: 45.662 espectadores Árbitro(s): Karol Galba (Checoslovaquia) | Asistencia: 45.662 espectadores Árbitro(s): Karol Galba (Checoslovaquia) |

| 16 de julio de 1966, 19:30 | Inglaterra              | 2:0 (1:0) | México | Estadio de Wembley, Londres                                            |                                                                        |
|                            | Charlton 37' · Hunt 75' | Reporte   |        | Asistencia: 92.570 espectadores Árbitro(s): Concetto Lo Bello (Italia) | Asistencia: 92.570 espectadores Árbitro(s): Concetto Lo Bello (Italia) |

| 19 de julio de 1966, 16:30 | Uruguay | 0:0     | México | Estadio de Wembley, Londres                                        |                                                                    |
|                            |         | Reporte |        | Asistencia: 61.112 espectadores Árbitro(s): Bertil Loeoew (Suecia) | Asistencia: 61.112 espectadores Árbitro(s): Bertil Loeoew (Suecia) |

| 20 de julio de 1966, 19:30 | Inglaterra    | 2:0 (1:0) | Francia | Estadio de Wembley, Londres                                          |                                                                      |
|                            | Hunt 38', 75' | Reporte   |         | Asistencia: 98.270 espectadores Árbitro(s): Arturo Yamasaki (México) | Asistencia: 98.270 espectadores Árbitro(s): Arturo Yamasaki (México) |

### Grupo 2
| Selección        | Pts. | PJ | PG | PE | PP | GF | GC | Dif. |
| ---------------- | ---- | -- | -- | -- | -- | -- | -- | ---- |
| Alemania Federal | 5    | 3  | 2  | 1  | 0  | 7  | 1  | +6   |
| Argentina        | 5    | 3  | 2  | 1  | 0  | 4  | 1  | +3   |
| España           | 2    | 3  | 1  | 0  | 2  | 4  | 5  | –1   |
| Suiza            | 0    | 3  | 0  | 0  | 3  | 1  | 9  | –8   |

| 12 de julio de 1966, 19:30 | Alemania Federal                                        | 5:0 (3:0) | Suiza | Estadio Hillsborough, Sheffield                                     |                                                                     |
|                            | Held 15' · Haller 20' 77' (pen.) · Beckenbauer 39', 52' | Reporte   |       | Asistencia: 36.127 espectadores Árbitro(s): Hugh Phillips (Escocia) | Asistencia: 36.127 espectadores Árbitro(s): Hugh Phillips (Escocia) |

| 13 de julio de 1966, 19:30 | Argentina       | 2:1 (0:0) | España    | Villa Park, Birmingham                                                     |                                                                            |
|                            | Artime 65', 79' | Reporte   | Pirri 71' | Asistencia: 42.738 espectadores Árbitro(s): Dimitar Roumentchev (Bulgaria) | Asistencia: 42.738 espectadores Árbitro(s): Dimitar Roumentchev (Bulgaria) |

| 15 de julio de 1966, 19:30 | España                    | 2:1 (0:1) | Suiza       | Estadio Hillsborough, Sheffield                                               |                                                                               |
|                            | Sanchís 57' · Amancio 75' | Reporte   | Quentin 28' | Asistencia: 32.028 espectadores Árbitro(s): Tofik Bakhramov (Unión Soviética) | Asistencia: 32.028 espectadores Árbitro(s): Tofik Bakhramov (Unión Soviética) |

| 16 de julio de 1966, 15:00 | Alemania Federal | 0:0     | Argentina | Villa Park, Birmingham                                                      |                                                                             |
|                            |                  | Reporte |           | Asistencia: 46.587 espectadores Árbitro(s): Konstantin Zecevic (Yugoslavia) | Asistencia: 46.587 espectadores Árbitro(s): Konstantin Zecevic (Yugoslavia) |

| 19 de julio de 1966, 19:30 | Argentina              | 2:0 (0:0) | Suiza | Estadio Hillsborough, Sheffield                                                 |                                                                                 |
|                            | Artime 53' · Onega 81' | Reporte   |       | Asistencia: 32.127 espectadores Árbitro(s): Fernandes Joaquim Campos (Portugal) | Asistencia: 32.127 espectadores Árbitro(s): Fernandes Joaquim Campos (Portugal) |

| 20 de julio de 1966, 19:30 | Alemania Federal          | 2:1 (1:1) | España    | Villa Park, Birmingham                                               |                                                                      |
|                            | Emmerich 38' · Seeler 84' | Reporte   | Fusté 22' | Asistencia: 42.187 espectadores Árbitro(s): Armando Marques (Brasil) | Asistencia: 42.187 espectadores Árbitro(s): Armando Marques (Brasil) |

### Grupo 3
| Selección | Pts. | PJ | PG | PE | PP | GF | GC | Dif. |
| --------- | ---- | -- | -- | -- | -- | -- | -- | ---- |
| Portugal  | 6    | 3  | 3  | 0  | 0  | 9  | 2  | +7   |
| Hungría   | 4    | 3  | 2  | 0  | 1  | 7  | 5  | +2   |
| Brasil    | 2    | 3  | 1  | 0  | 2  | 4  | 6  | –2   |
| Bulgaria  | 0    | 3  | 0  | 0  | 3  | 1  | 8  | –7   |

| 12 de julio de 1966, 19:30 | Brasil                   | 2:0 (1:0) | Bulgaria | Goodison Park, Liverpool                                                        |                                                                                 |
|                            | Pelé 15' · Garrincha 63' | Reporte   |          | Asistencia: 47.308 espectadores Árbitro(s): Kurt Tschenscher (Alemania Federal) | Asistencia: 47.308 espectadores Árbitro(s): Kurt Tschenscher (Alemania Federal) |

| 13 de julio de 1966, 19:30 | Portugal                     | 3:1 (1:0) | Hungría  | Old Trafford, Mánchester                                          |                                                                   |
|                            | Augusto 2', 67' · Torres 90' | Reporte   | Bene 60' | Asistencia: 29.886 espectadores Árbitro(s): Leo Callaghan (Gales) | Asistencia: 29.886 espectadores Árbitro(s): Leo Callaghan (Gales) |

| 15 de julio de 1966, 19:30 | Hungría                                   | 3:1 (1:1) | Brasil     | Goodison Park, Liverpool                                             |                                                                      |
|                            | Bene 2' · Farkas 64' · Mészöly 73' (pen.) | Reporte   | Tostão 14' | Asistencia: 51.387 espectadores Árbitro(s): Ken Dagnall (Inglaterra) | Asistencia: 51.387 espectadores Árbitro(s): Ken Dagnall (Inglaterra) |

| 16 de julio de 1966, 15:00 | Portugal                                     | 3:0 (2:0) | Bulgaria | Old Trafford, Mánchester                                                 |                                                                          |
|                            | Vutsov 17' (a.g.) · Eusébio 38' · Torres 81' | Reporte   |          | Asistencia: 25.438 espectadores Árbitro(s): José María Codesal (Uruguay) | Asistencia: 25.438 espectadores Árbitro(s): José María Codesal (Uruguay) |

| 19 de julio de 1966, 19:30 | Portugal                      | 3:1 (2:0) | Brasil    | Goodison Park, Liverpool                                               |                                                                        |
|                            | Simões 15' · Eusébio 27', 85' | Reporte   | Rildo 73' | Asistencia: 58.479 espectadores Árbitro(s): George McCabe (Inglaterra) | Asistencia: 58.479 espectadores Árbitro(s): George McCabe (Inglaterra) |

| 20 de julio de 1966, 19:30 | Hungría                                      | 3:1 (2:1) | Bulgaria      | Old Trafford, Mánchester                                                   |                                                                            |
|                            | Davidov 43' (a.g.) · Meszoely 45' · Bene 54' | Reporte   | Asparuhov 15' | Asistencia: 24.129 espectadores Árbitro(s): Roberto Goicoechea (Argentina) | Asistencia: 24.129 espectadores Árbitro(s): Roberto Goicoechea (Argentina) |

### Grupo 4
| Selección       | Pts. | PJ | PG | PE | PP | GF | GC | Dif. |
| --------------- | ---- | -- | -- | -- | -- | -- | -- | ---- |
| Unión Soviética | 6    | 3  | 3  | 0  | 0  | 6  | 1  | +5   |
| Corea del Norte | 3    | 3  | 1  | 1  | 1  | 2  | 4  | –2   |
| Italia          | 2    | 3  | 1  | 0  | 2  | 2  | 2  | 0    |
| Chile           | 1    | 3  | 0  | 1  | 2  | 2  | 5  | –3   |

| 12 de julio de 1966, 19:30 | Unión Soviética                      | 3:0 (2:0) | Corea del Norte | Ayresome Park, Middlesbrough                                          |                                                                       |
|                            | Maloféyev 31', 88' · Banishevski 33' | Reporte   |                 | Asistencia: 23.006 espectadores Árbitro(s): Juan Gardeazabal (España) | Asistencia: 23.006 espectadores Árbitro(s): Juan Gardeazabal (España) |

| 13 de julio de 1966, 19:30 | Italia                   | 2:0 (1:0) | Chile | Roker Park, Sunderland                                               |                                                                      |
|                            | Mazzola 8' · Barison 88' | Reporte   |       | Asistencia: 27.199 espectadores Árbitro(s): Gottfried Dienst (Suiza) | Asistencia: 27.199 espectadores Árbitro(s): Gottfried Dienst (Suiza) |

| 15 de julio de 1966, 19:30                                             | Corea del Norte   | 1:1 (0:1) | Chile             | Ayresome Park, Middlesbrough                                            |                                                                         |
|                                                                        | Pak Seung-zin 88' | Reporte   | Marcos 26' (pen.) | Asistencia: 13.792 espectadores Árbitro(s): Aly Hussein Kandil (Egipto) | Asistencia: 13.792 espectadores Árbitro(s): Aly Hussein Kandil (Egipto) |
| Pak Seung-zin anotó el primer gol de Corea del Norte en los mundiales. |                   |           |                   |                                                                         |                                                                         |

| 16 de julio de 1966, 15:00 | Unión Soviética | 1:0 (0:0) | Italia | Roker Park, Sunderland                                                          |                                                                                 |
|                            | Chislenko 57'   | Reporte   |        | Asistencia: 27.793 espectadores Árbitro(s): Rudolf Kreitlein (Alemania Federal) | Asistencia: 27.793 espectadores Árbitro(s): Rudolf Kreitlein (Alemania Federal) |

| 19 de julio de 1966, 19:30                                                          | Corea del Norte | 1:0 (1:0) | Italia | Ayresome Park, Middlesbrough                                          |                                                                       |
|                                                                                     | Pak Doo-ik 42'  | Reporte   |        | Asistencia: 17.829 espectadores Árbitro(s): Pierre Schwinte (Francia) | Asistencia: 17.829 espectadores Árbitro(s): Pierre Schwinte (Francia) |
| Primera victoria y primera clasificación de un equipo asiático a la siguiente fase. |                 |           |        |                                                                       |                                                                       |

| 20 de julio de 1966, 19:30 | Unión Soviética   | 2:1 (1:1) | Chile      | Roker Park, Sunderland                                                     |                                                                            |
|                            | Porkujan 28', 85' | Reporte   | Marcos 32' | Asistencia: 16.027 espectadores Árbitro(s): John Adair (Irlanda del Norte) | Asistencia: 16.027 espectadores Árbitro(s): John Adair (Irlanda del Norte) |

## Segunda ronda
|  | Cuartos de final         | Cuartos de final        |                       |   | Semifinales                  | Semifinales                  |  |  | Final | Final |
|  |                          |                         |                       |   |                              |                              |  |  |       |       |
|  | 23 de julio − Londres    |                         |                       |   |                              |                              |  |  |       |       |
|  |                          |                         |                       |   |                              |                              |  |  |       |       |
|  | Inglaterra               | 1                       |                       |   |                              |                              |  |  |       |       |
|  | Inglaterra               | 1                       | 26 de julio − Londres |   |                              |                              |  |  |       |       |
|  | Argentina                | 0                       |                       |   |                              |                              |  |  |       |       |
|  | Argentina                | 0                       | Inglaterra            | 2 |                              |                              |  |  |       |       |
|  | 23 de julio − Liverpool  |                         | Inglaterra            | 2 |                              |                              |  |  |       |       |
|  |                          | Portugal                | 1                     |   |                              |                              |  |  |       |       |
|  | Portugal                 | Portugal                | 1                     | 5 |                              |                              |  |  |       |       |
|  | Portugal                 |                         | 30 de julio − Londres | 5 |                              |                              |  |  |       |       |
|  | Corea del Norte          | 3                       |                       |   |                              |                              |  |  |       |       |
|  | Corea del Norte          | 3                       | Inglaterra (t.s.)     | 4 |                              |                              |  |  |       |       |
|  | 23 de julio − Sheffield  |                         | Inglaterra (t.s.)     | 4 |                              |                              |  |  |       |       |
|  |                          | Alemania Federal        | 2                     |   |                              |                              |  |  |       |       |
|  | Alemania Federal         | Alemania Federal        | 2                     | 4 |                              |                              |  |  |       |       |
|  | Alemania Federal         | 25 de julio − Liverpool |                       | 4 |                              |                              |  |  |       |       |
|  | Uruguay                  | 0                       |                       |   |                              |                              |  |  |       |       |
|  | Uruguay                  | 0                       | Alemania Federal      | 2 |                              |                              |  |  |       |       |
|  | 23 de julio − Sunderland |                         | Alemania Federal      | 2 |                              |                              |  |  |       |       |
|  |                          | Unión Soviética         | 1                     |   | Partido por el tercer puesto | Partido por el tercer puesto |  |  |       |       |
|  | Unión Soviética          | Unión Soviética         | 1                     | 2 | Partido por el tercer puesto | Partido por el tercer puesto |  |  |       |       |
|  | Unión Soviética          |                         | 28 de julio − Londres | 2 |                              |                              |  |  |       |       |
|  | Hungría                  | 1                       |                       |   |                              |                              |  |  |       |       |
|  | Hungría                  | 1                       | Portugal              | 2 |                              |                              |  |  |       |       |
|  |                          |                         |                       |   |                              |                              |  |  |       |       |
|  | Unión Soviética          | 1                       |                       |   |                              |                              |  |  |       |       |
|  | Unión Soviética          | 1                       |                       |   |                              |                              |  |  |       |       |

### Cuartos de final
| 23 de julio de 1966, 15:00 | Unión Soviética             | 2:1 (1:0) | Hungría  | Roker Park, Sunderland                                                |                                                                       |
|                            | Chislenko 5' · Porkujan 46' | Reporte   | Bene 57' | Asistencia: 26.844 espectadores Árbitro(s): Juan Gardeazabal (España) | Asistencia: 26.844 espectadores Árbitro(s): Juan Gardeazabal (España) |

| 23 de julio de 1966, 15:00 | Alemania Federal                               | 4:0 (1:0) | Uruguay | Estadio Hillsborough, Sheffield                                       |                                                                       |
|                            | Haller 11', 83' · Beckenbauer 70' · Seeler 75' | Reporte   |         | Asistencia: 40.007 espectadores Árbitro(s): James Finney (Inglaterra) | Asistencia: 40.007 espectadores Árbitro(s): James Finney (Inglaterra) |

| 23 de julio de 1966, 15:00 | Portugal                                                    | 5:3 (2:3) | Corea del Norte                                         | Goodison Park, Liverpool                                                |                                                                         |
|                            | Eusébio 27', 43' (pen.), 56', 59' (pen.) · José Augusto 80' | Reporte   | Pak Seung-zin 1' · Li Dong-woon 22' · Yang Song-guk 25' | Asistencia: 40.248 espectadores Árbitro(s): Menachem Ashkenazi (Israel) | Asistencia: 40.248 espectadores Árbitro(s): Menachem Ashkenazi (Israel) |

| 23 de julio de 1966, 15:00 | Inglaterra | 1:0 (0:0) | Argentina | Estadio de Wembley, Londres                                                     |                                                                                 |
|                            | Hurst 78'  | Reporte   |           | Asistencia: 90.584 espectadores Árbitro(s): Rudolf Kreitlein (Alemania Federal) | Asistencia: 90.584 espectadores Árbitro(s): Rudolf Kreitlein (Alemania Federal) |

### Semifinales
| 25 de julio de 1966, 19:30 | Alemania Federal             | 2:1 (1:0) | Unión Soviética | Goodison Park, Liverpool                                               |                                                                        |
|                            | Haller 43' · Beckenbauer 67' | Reporte   | Porkujan 88'    | Asistencia: 38.273 espectadores Árbitro(s): Concetto lo Bello (Italia) | Asistencia: 38.273 espectadores Árbitro(s): Concetto lo Bello (Italia) |

| 26 de julio de 1966, 19:30 | Inglaterra        | 2:1 (1:0) | Portugal           | Estadio de Wembley, Londres                                           |                                                                       |
|                            | Charlton 30', 80' | Reporte   | Eusébio 82' (pen.) | Asistencia: 94.493 espectadores Árbitro(s): Pierre Schwinte (Francia) | Asistencia: 94.493 espectadores Árbitro(s): Pierre Schwinte (Francia) |

### Tercer puesto
| 28 de julio de 1966, 19:30                                  | Portugal                             | 2:1 (1:1) | Unión Soviética | Estadio de Wembley, Londres                                          |                                                                      |
|                                                             | Eusébio 12' (pen.) · José Torres 89' | Reporte   | Maloféyev 43'   | Asistencia: 87.696 espectadores Árbitro(s): Ken Dagnall (Inglaterra) | Asistencia: 87.696 espectadores Árbitro(s): Ken Dagnall (Inglaterra) |
| Portugal es el segundo debutante en quedar en tercer lugar. |                                      |           |                 |                                                                      |                                                                      |

| PORTUGAL               | URSS                     |
| ---------------------- | ------------------------ |
| 3 José Pereira         | 1 Lev Yashin             |
| 16 Jaime Graça         | 13 Alexey Korneev        |
| 9 Hilário da Conceição | 4 Vladimir Ponomariov    |
| 10 Mário Coluna        | 7 Murtaz Khurtsilava     |
| 11 António Simões      | 10 Vasiliy Danilov       |
| 12 José Augusto        | 12 Valeriy Voronin       |
| 18 José Torres         | 18 Anatoliy Banishevskiy |
| 20 Alexandre Baptista  | 16 Slava Metreveli       |
| 13 Eusébio             | 19 Eduard Maloféyev      |
| 21 José Carlos         | 17 Valeriy Porkujan      |
| 22 Alberto Festa       | 14 Georgiy Sichinava     |
| DT Otto Glória         | DT Nikolai Morozov       |

### Final
| 30 de julio de 1966, 15:00                                                                           | Inglaterra                         | 4:2 (2:2, 1:1) (t. s.) | Alemania Federal       | Estadio de Wembley, Londres                                          |                                                                      |
| | Hurst 18', 101', 120' · Peters 78' | Reporte                | Haller 12' · Weber 89' | Asistencia: 96.924 espectadores Árbitro(s): Gottfried Dienst (Suiza) | Asistencia: 96.924 espectadores Árbitro(s): Gottfried Dienst (Suiza) |
| Geoff Hurst se convirtió en el primer jugador en anotar una tripleta en una final de copa del mundo. |                                    |                        |                        |                                                                      |                                                                      |

|                                |
| Bandera de Inglaterra          |
| Campeón Inglaterra 1.er título |

## Goleadores

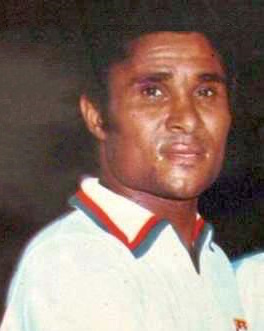
Eusébio con 9 goles se convirtió en el goleador del torneo, y también formó parte de los 11 mejores del mundial.

| Jugador           | Selección        | Goles |
| ----------------- | ---------------- | ----- |
| Eusébio           | Portugal         | 9     |
| Helmut Haller     | Alemania Federal | 6     |
| Geoff Hurst       | Inglaterra       | 4     |
| Franz Beckenbauer | Alemania Federal | 4     |
| Ferenc Bene       | Hungría          | 4     |
| Valeri Porkuian   | Unión Soviética  | 4     |
| Roger Hunt        | Inglaterra       | 3     |
| Luis Artime       | Argentina        | 3     |
| José Augusto      | Portugal         | 3     |
| José Torres       | Portugal         | 3     |
| Eduard Maloféyev  | Unión Soviética  | 3     |
| Bobby Charlton    | Inglaterra       | 3     |

## Estadísticas finales

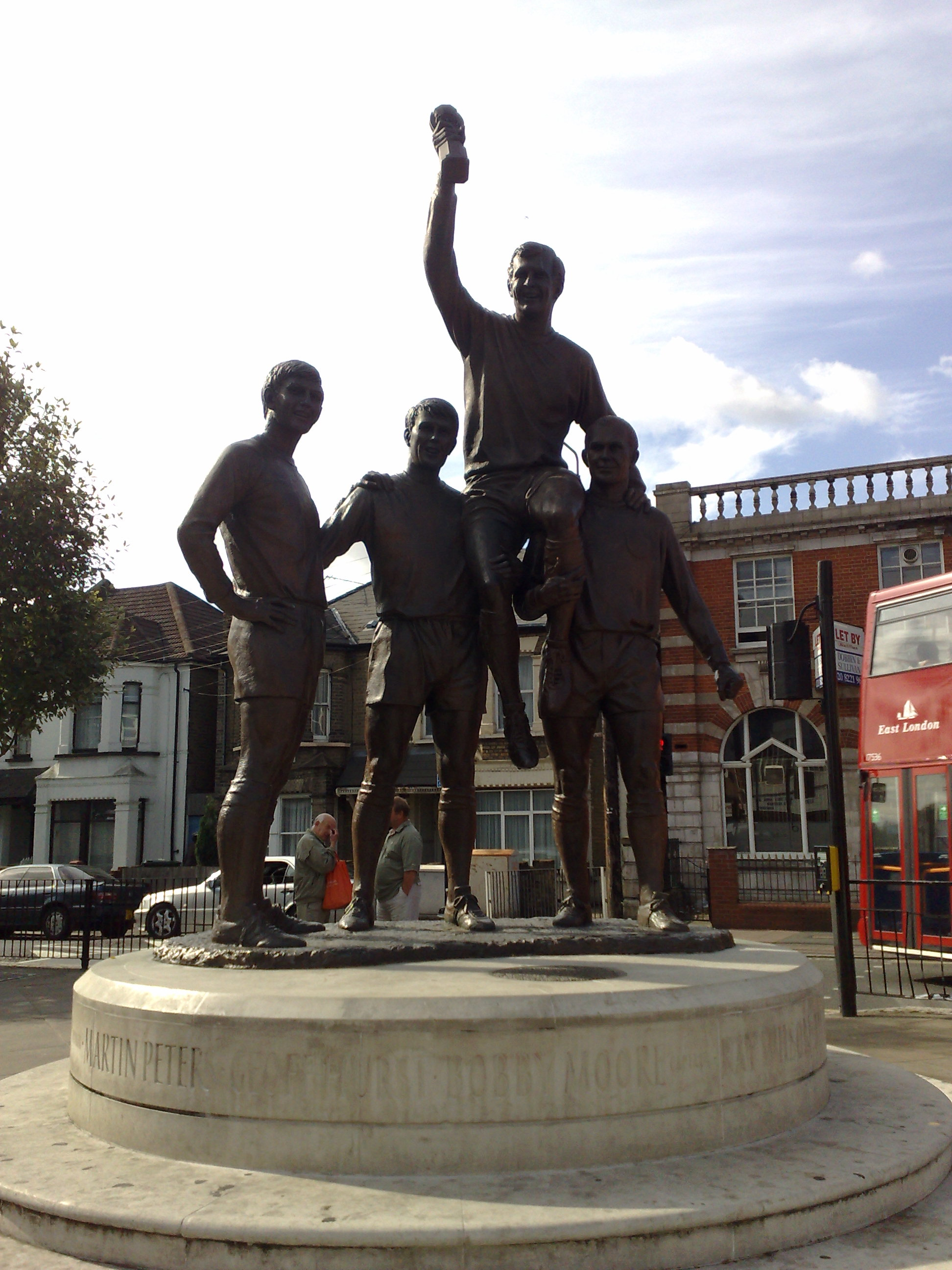
Monumento en honor a que se consagró campeón del mundo.

| Equipo | Equipo           | Pts | PJ | PG | PE | PP | GF | GC | Dif | Rend   |
| ------ | ---------------- | --- | -- | -- | -- | -- | -- | -- | --- | ------ |
| 1      | Inglaterra       | 11  | 6  | 5  | 1  | 0  | 11 | 3  | +8  | 91,7 % |
| 2      | Alemania Federal | 9   | 6  | 4  | 1  | 1  | 15 | 6  | +9  | 75,0 % |
| 3      | Portugal         | 10  | 6  | 5  | 0  | 1  | 17 | 8  | +9  | 83,3 % |
| 4      | Unión Soviética  | 8   | 6  | 4  | 0  | 2  | 10 | 6  | +4  | 66,7 % |
| 5      | Argentina        | 5   | 4  | 2  | 1  | 1  | 4  | 2  | +2  | 62,5 % |
| 6      | Hungría          | 4   | 4  | 2  | 0  | 2  | 8  | 7  | +1  | 50,0 % |
| 7      | Uruguay          | 4   | 4  | 1  | 2  | 1  | 2  | 5  | -3  | 50,0 % |
| 8      | Corea del Norte  | 3   | 4  | 1  | 1  | 2  | 5  | 9  | -4  | 37,5 % |
| 9      | Italia           | 2   | 3  | 1  | 0  | 2  | 2  | 2  | 0   | 33,3 % |
| 10     | España           | 2   | 3  | 1  | 0  | 2  | 4  | 5  | -1  | 33,3 % |
| 11     | Brasil           | 2   | 3  | 1  | 0  | 2  | 4  | 6  | -2  | 33,3 % |
| 12     | México           | 2   | 3  | 0  | 2  | 1  | 1  | 3  | -2  | 33,3 % |
| 13     | Francia          | 1   | 3  | 0  | 1  | 2  | 2  | 5  | -3  | 16,6 % |
| 13     | Chile            | 1   | 3  | 0  | 1  | 2  | 2  | 5  | -3  | 16,6 % |
| 15     | Bulgaria         | 0   | 3  | 0  | 0  | 3  | 1  | 8  | -7  | 0,0 %  |
| 16     | Suiza            | 0   | 3  | 0  | 0  | 3  | 1  | 9  | -8  | 0,0 %  |